# Nechanice
Nechanice är en stad i Tjeckien.   Den ligger i distriktet Okres Hradec Králové och regionen Hradec Králové, i den centrala delen av landet, 90 km öster om huvudstaden Prag. Nechanice ligger 242 meter över havet och antalet invånare är 2 183.
Terrängen runt Nechanice är platt. Runt Nechanice är det ganska tätbefolkat, med 75 invånare per kvadratkilometer. Närmaste större samhälle är Hradec Králové, 14,5 km öster om Nechanice. Trakten runt Nechanice består till största delen av jordbruksmark.